# Mátrix Móvil

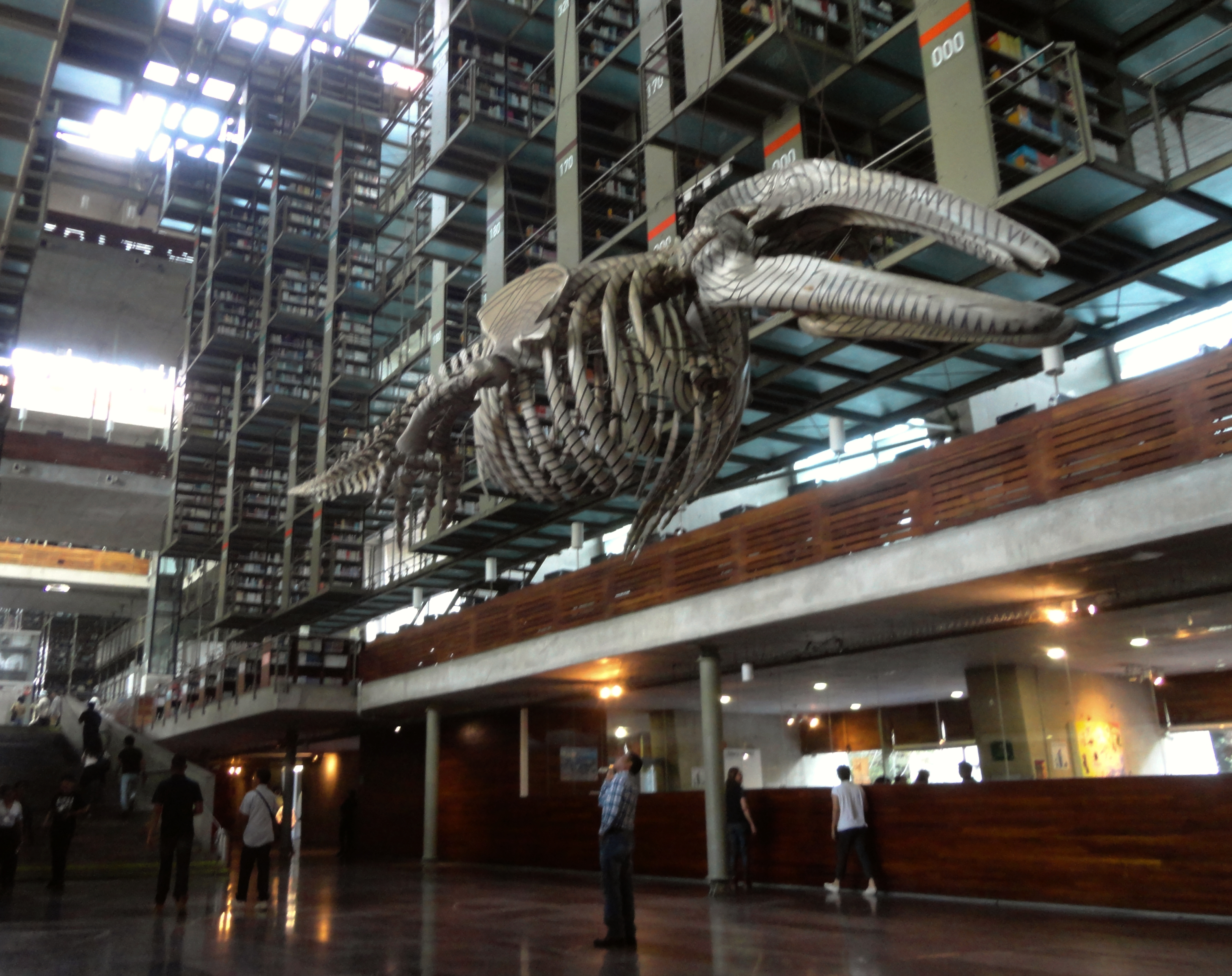
Mátrix Móvil, de Gabriel Orozco, Mario Ramírez Díaz, en el vestíbulo principal de la Biblioteca José Vasconcelos de la Ciudad de México.

Mátrix Móvil es una escultura de Gabriel Orozco y montada por el museólogo Mario Ramírez Díaz hecha a partir de un esqueleto del mamífero, colocada en el vestíbulo principal de la Biblioteca José Vasconcelos, al norte de la Ciudad de México.
Este esqueleto fue recogido de la Reserva de la biosfera El Vizcaíno, en Baja California Sur. El trabajo de Orozco consistió en decorarlo con curvas trazadas a partir de la estructura ósea natural.
Orozco concibió esta creación al ver la enorme estructura de la biblioteca, que le hizo pensar en "un animal grande flotando, una ballena". Dice: "El esqueleto es como una máquina, por lo que el dibujo la dinamiza."